# Sander Dekker
Sander Dekker (Den Haag, 9 februari 1975) is een Nederlands voormalig politicus van de Volkspartij voor Vrijheid en Democratie (VVD). Van 26 oktober 2017 tot 10 januari 2022 was hij minister voor Rechtsbescherming in het kabinet-Rutte III. Daarvoor was hij van 5 november 2012 tot 26 oktober 2017 staatssecretaris van Onderwijs, Cultuur en Wetenschap in het kabinet-Rutte II. Van 23 maart 2017 tot 26 oktober 2017 was hij tevens lid van de Tweede Kamer. Bij de Nederlandse gemeenteraadsverkiezingen in 2006 en 2010 was hij lijsttrekker voor de VVD in Den Haag. Van 2006 tot 2012 was hij wethouder in Den Haag. Daarnaast was hij voorzitter van het Rathenau Instituut. Vanaf 1 januari 2023 is hij bestuurder van het Maasstad Ziekenhuis. Vanaf 1 juli 2023 is Dekker voorzitter van de raad van toezicht van de Autoriteit Financiële Markten.

## Biografie

### Vroege loopbaan
Hij studeerde van 1993 tot 1999 bestuurskunde aan de Universiteit Leiden. Tussendoor haalde hij ook een propedeuse in Nederlands Recht. Na zijn studie werkte Dekker eerst als onderzoeker en docent aan de Universiteit Leiden en deed daar veel op het terrein van politie en justitie. Hij werkte voor de staf van de Commissie Evaluatie Opsporingsmethoden (commissie-Kalsbeek) van de Tweede Kamer (1998-1999). Ook was hij via het COT | Instituut voor Veiligheids- en Crisismanagement betrokken bij het opzetten en verzorgen van onderzoek, opleidingen en trainingen op het gebied van rampenbestrijding en crisismanagement (1997-1998).
In 2001 was hij visiting researcher bij het Centre for European Politics, Economics and Society van de Universiteit van Oxford.
Sander Dekker begon zijn politieke loopbaan toen hij in 2003 voor de VVD in de Haagse gemeenteraad kwam. Hij hield zich daar vooral bezig met zaken op het terrein van veiligheid en sociale zaken. In 2004 werd hij fractievoorzitter en een jaar later werd hij door de leden van de VVD aangewezen als lijsttrekker.

### Wethouder van Onderwijs, Jeugd en Sport (2006-2010)
Na de gemeenteraadsverkiezingen van 2006 werd Dekker wethouder van Onderwijs, Jeugd en Sport in een coalitie van PvdA, VVD en GroenLinks. In de aanloop naar de verkiezingen had hij zich al hard gemaakt om deze portefeuille, die daarvoor lange tijd in handen van de PvdA was geweest, naar de VVD te halen. Hij hamerde erop dat taalachterstanden, schooluitval en werkloosheid onder jongeren drastisch moesten worden teruggedrongen.
In 2006 lanceerde Dekker vergaande plannen om het aantal drop outs in Den Haag te verminderen. Er is geen data beschikbaar of het aantal drop outs ook daadwerkelijk was afgenomen.

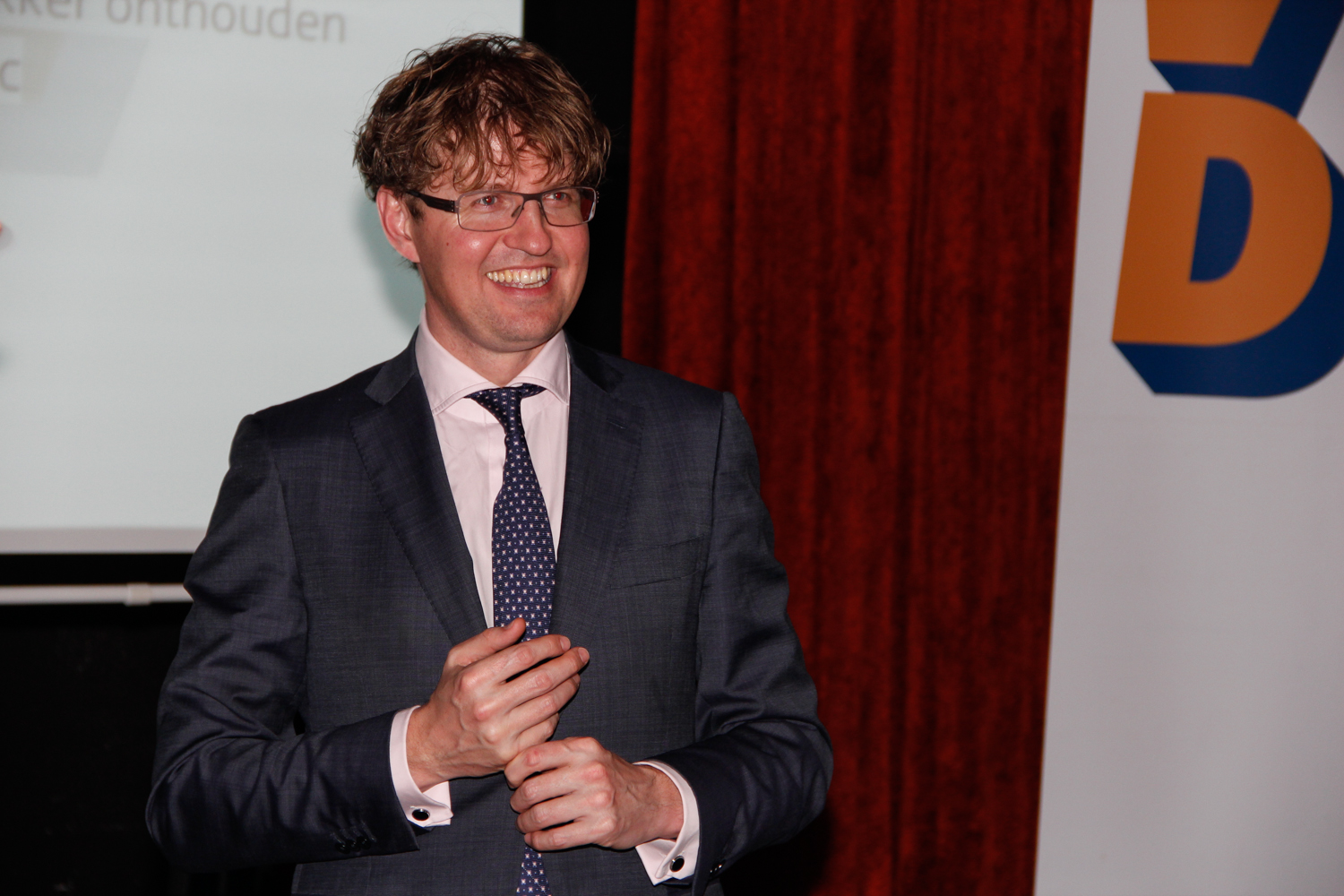
Dekker tijdens een debat in 2014

Ook heeft Sander Dekker zich ingezet om de zorg rond kinderen te vereenvoudigen. In 2009 was Dekker lid van de commissie-Paas, die adviseerde om de zorg rond kinderen eenvoudiger te organiseren zodat kinderen sneller en effectiever kunnen worden geholpen. De commissie-Paas hield een stevig pleidooi voor de decentralisatie van de jeugdzorg naar gemeenten, met als doel dat het zou bijdragen aan het wegwerken van wachtlijsten in de jeugdzorg. Het kabinet-Rutte I nam deze plannen grotendeels over.
Sander Dekker was als lid van de Council (2006-2009) samen met de andere drie grote steden betrokken bij de totstandkoming van het Olympisch Plan 2028. De inzet van dit plan is om onder aanvoering van NOC*NSF toe te werken naar een beter sportklimaat in Nederland en mogelijkheden te onderzoeken om in 2028 de Olympische Spelen naar Nederland te halen. In Den Haag richtte Dekker zich vooral op de versterking van sporten met een relatie tot de zee en het strand. Zo vestigden zich geaccrediteerde Nationale Trainingscentra (NTC’s) voor beachvolleybal en zeilen in Scheveningen. Ook haalde Dekker het Wereldkampioenschap hockey mannen en vrouwen 2014 naar Den Haag.
Dekker maakte zich ook hard voor de versterking van het academisch onderzoek en onderwijs in Den Haag. Aangezien Den Haag van oudsher geen universiteitsstad is, werkte hij daarbij veel samen met de Universiteit Leiden.

### Wethouder van Financiën en Stadsbeheer (2010-2012)
In 2010 was Dekker wederom lijsttrekker voor de VVD tijdens de gemeenteraadsverkiezingen. Na een lastige formatie werd hij wethouder van Financiën en Stadsbeheer in een coalitie van PvdA, VVD, D66 en CDA.
Er werd vanaf 2010 fors ingegrepen in het eigen ambtenarenapparaat, dat 15 tot 20 procent werd gereduceerd. Ook werden subsidies op het vlak van welzijn en cultuur gekort. Daar stond echter tegenover dat er op economisch belangrijke terreinen als onderwijs, veiligheid en bereikbaarheid juist werd geïnvesteerd. Bovendien slaagde Dekker erin om de tijdens de verkiezingen beloofde lastenverlichting door te voeren. Zo verlaagde hij de onroerendezaakbelasting (OZB) voor bewoners met 10 procent en werd deze belasting voor sportverenigingen en startende ondernemers afgeschaft. Den Haag is daarmee volgens het Centrum voor Onderzoek van de Economie van Lagere Overheden (COELO) van de Rijksuniversiteit Groningen een van de meest voordelige woonsteden in Nederland.

### Staatssecretaris van OCW (2012-2017)

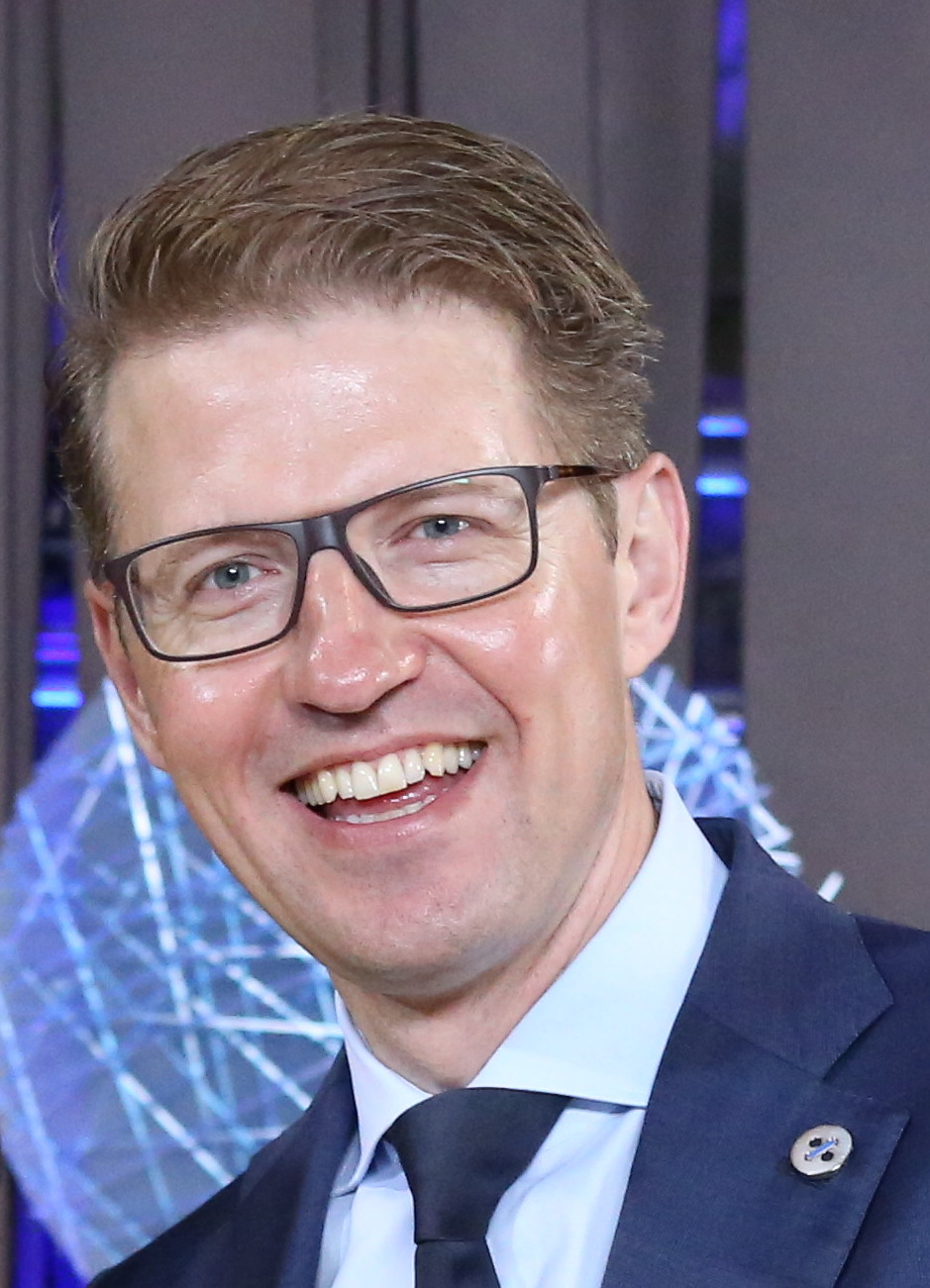
Sander Dekker in 2016

Op 6 december 2012 maakte Dekker zijn omroepplannen bekend. De omroepverenigingen krijgen vanaf 2016 een minimumbedrag en daarnaast zullen de religieuze "kleine" omroepen verdwijnen, omdat het budget op nul wordt gezet. Feitelijk wordt het plan voor behoud van de zendmachtiging nog nader uitgewerkt. Acht van de dertien regionale omroepen zijn echter tegen samenwerking omdat dit volgens hen de journalistieke onafhankelijkheid aantast zoals in de voorgestelde plannen van Dekker.
In juli 2015 stelde Dekker aan de Tweede Kamer voor om de onderwijswetgeving op twee punten te wijzigen:
1. De vrijheid van onderwijs aan te passen, zodat van nieuwe scholen in de toekomst niet langer wordt geëist dat zij een levensbeschouwelijke richting vertegenwoordigen. Scholen kunnen dan worden opgericht op basis van een goed onderwijsidee.[bron?]
2. Een strengere toetsing op kwaliteit te introduceren. "De vrijheid van onderwijs mag immers nooit een vrijbrief zijn voor slecht onderwijs," aldus Dekker.[bron?]

Dekker kreeg voor zijn beleid in het kabinet-Rutte II een onvoldoende (4,6) van de directeuren in het basis- en voortgezet onderwijs. Dit blijkt uit de door DUO gehouden Politieke Barometer Onderwijs van maart 2017.

### Minister voor Rechtsbescherming
In het kabinet-Rutte III was Dekker minister voor Rechtsbescherming, een nieuw ingestelde ministerspost naast de minister en staatssecretaris van Veiligheid en Justitie.
Op 27 december 2021 maakte Dekker via zijn instagrampagina bekend niet terug te keren in het daaropvolgende kabinet: "Na bijna tien jaar te hebben rondgelopen op het Binnenhof ga ik iets anders doen. Wat precies, weet ik nog niet." Op 10 januari 2022 werd hij opgevolgd door Franc Weerwind.

### Na de politiek
Dekker is sinds 1 januari 2023 bestuurder van het Maasstad Ziekenhuis. Per 1 juli 2023 is Dekker voor een periode van vier jaar benoemd tot voorzitter van de raad van toezicht van de Autoriteit Financiële Markten (AFM).

## Persoonlijk
Sander Dekker is geboren in Den Haag en groeide op in de wijk Transvaal als oudste in een gezin met drie kinderen. Begin jaren tachtig verhuisde het gezin naar Zoetermeer. Daar ging hij naar de Koningin Beatrixschool. Vervolgens ging Sander Dekker naar het protestants-christelijke Oranje Nassau College waar hij het vwo doorliep.
Tijdens zijn studietijd was Dekker voorzitter van de Bestuurskundige Interfacultaire vereniging Leiden (B.I.L.). Sinds zijn studietijd woont Sander Dekker weer in Den Haag.
Op 7 juni 2022 raakte Dekker zwaargewond door een val van zijn racefiets in de duinen bij Monster, waar hij 37 km/h reed. Volgens zijn vrouw, die mee fietste, was hij door een wandelaarster vastgegrepen. Dekker had vijftien breuken, onder meer aan zijn ribben, een sleutelbeen en zijn bekken. Ook had hij een zware hersenschudding en lag hij drie dagen in coma. Dekker bracht vijf weken door in het ziekenhuis en een revalidatiecentrum. De rechtbank heeft de wandelaarster vrijgesproken van aanmerkelijk onvoorzichtig of onoplettend handelen, omdat het vastgrijpen niet bewezen is, en in aanmerking nemend dat voetgangers niet verplicht zijn op het naastgelegen geasfalteerde pad te lopen. De rechtbank verklaarde Dekker daarom ook niet-ontvankelijk in de vordering van € 60.000 schadevergoeding.
- Gemeinsame Normdatei: 1206630302
- International Standard Name Identifier: 0000 0003 9196 1159
- Nederlandse Thesaurus van Auteursnamen: 279734417
- Parlement.com: vj46fesc70px
- Virtual International Authority File: 285908963
- WorldCat: E39PBJxMh3hyfdKKmHctGMHXBP